# 巴达霍斯体育俱乐部
巴达霍斯体育俱乐部（西班牙语：Club Deportivo Badajoz），西班牙巴达霍斯市的一个足球俱乐部，成立于1905年。该队参加西班牙皇家足協甲組聯賽，主场位于新比韦罗体育场。